# Arturo Zancada y Conchillos
Arturo Zancada y Conchillos (Zaragoza, 1847-Madrid, 1912) fue un militar, periodista y político español.

## Biografía
Nacido en Zaragoza en 1847, estudió en Barbastro. Fue comandante del Ejército y gobernador civil de varias provincias, entre ellas Huesca hacia julio de 1886, Gerona hacia enero de 1887, Canarias hacia marzo de 1887, Palencia y Salamanca, hacia octubre de 1887, Gerona de nuevo hacia enero de 1888, Oviedo hacia noviembre de 1889, Badajoz hacia julio de 1890, Burgos hacia abril de 1895 y Valladolid hacia junio de 1896. Se jubiló en 1898. Fue uno de los promotores del Centro Militar y dirigió en Madrid las revistas La Ilustración Militar (1880-1884) y, después, La Ilustración Nacional, además de colaborar en otros muchos periódicos y revistas. Padre del político y escritor Práxedes Zancada, falleció en Madrid el 13 de enero de 1912.